# 道の駅きよかわ
道の駅きよかわ（みちのえき きよかわ）は、大分県豊後大野市にある国道502号の道の駅である。

## 施設
- 駐車場
  - 普通車：73台
  - 大型車：8台
  - 身障者用：3台
- トイレ
  - 男：大 4器（2器）、小 8器（4器）
  - 女：7器（3器）
  - 身障者用：2器（1器）

※（）内は、24時間利用可能
- 公衆電話
- 公衆FAX
- レストラン（食事処）
  - 「Muu」（8:30 - 17:00） - カフェ
  - 「焼肉レストラン 神楽亭」（平日11:00 - 15:00、休日11:00 - 16:00） - 焼肉
  - 「日韓亭」（10:30 - 19:00） - 朝鮮料理
  - 「鈴らん」（11:00 - 14:00、17:00 - 22:00） - 定食・豚ホルモン
- コンビニエンスストア「オアシス」
- 売店
  - 「清川村ふるさと物産館 夢市場」（8:00 - 18:00※冬営業8：00～17：00）
  - 「ゆきぞう工房」（10:00 - 18:00） - 手作り雑貨
  - 「田舎八 」（10:00 - 17:00） - 豆腐販売
  - 「ラ・ブーカ 」（7:00 - 18:00） - パン販売
- 情報コーナー
- 遊歩公園

## 休館日
- 年末年始

## アクセス
- 国道502号 - 登録路線
  - 大分県道45号宇目清川線